# Franciaország elnökeinek listája
Franciaországban 1870-ben áldozott le végleg a monarchiák kora, amikor III. Napóleon, a Bonaparte-ház utolsó császára, a poroszokkal vívott háborút elvesztette, és az ellenség fogságába került. Szabadulása után lemondott a trónról, és rövid intermezzo után megalakult a III. Köztársaság.
Az alábbi táblázat az ország elnöki tisztségét betöltő politikusait sorolja fel. 

| Elnök                                                         | Elnök                         | Elnök                                  | Terminus                      | Terminus                      | Választások                   | Párt                                                        |
| Elnök                                                         | Elnök                         | Elnök                                  | Kezdete                       | Vége                          | Választások                   | Párt                                                        |
| II. Köztársaság (1848 - 1852)                                 | II. Köztársaság (1848 - 1852) | II. Köztársaság (1848 - 1852)          | II. Köztársaság (1848 - 1852) | II. Köztársaság (1848 - 1852) | II. Köztársaság (1848 - 1852) | II. Köztársaság (1848 - 1852)                               |
| ------------------------------------------------------------- | ----------------------------- | -------------------------------------- | ----------------------------- | ----------------------------- | ----------------------------- | ----------------------------------------------------------- |
|                                                               |                               | Louis-Napoléon Bonaparte (1808–1873)   | 1848. december 20.            | 1852. december 2.             | 1848                          | Bonapartisták                                               |
| III. Köztársaság (1871 - 1940)                                |                               |                                        |                               |                               |                               |                                                             |
| 1                                                             |                               | Adolphe Thiers (1797–1877)             | 1871. augusztus 31.           | 1873. május 24.               |                               | Független                                                   |
| 2                                                             |                               | Patrice de Mac-Mahon (1808–1893)       | 1873. május 24.               | 1879. január 30.              |                               | Mérsékelt monarchista                                       |
| 3                                                             |                               | Jules Grévy (1807–1891)                | 1879. január 30.              | 1887. december 2.             |                               | Opportunista Köztársasági                                   |
| 4                                                             |                               | Marie François Sadi Carnot (1837–1894) | 1887. december 3.             | 1894. június 25.†             |                               | Opportunista Köztársasági                                   |
| 5                                                             |                               | Jean Casimir-Perier (1847–1907)        | 1894. június 27.              | 1895. január 16.              |                               | Opportunista Köztársasági                                   |
| 6                                                             |                               | Félix Faure (1841–1899)                | 1895. január 17.              | 1899. február 16.†            |                               | Opportunista Köztársasági                                   |
| 7                                                             |                               | Émile Loubet (1838–1929)               | 1899. február 18.             | 1906. február 18.             |                               | Demokrata Republikánus Szövetség                            |
| 8                                                             |                               | Armand Fallières (1841–1931)           | 1906. február 18.             | 1913. február 18.             |                               | Demokrata Republikánus Szövetség                            |
| 9                                                             |                               | Raymond Poincaré (1860–1934)           | 1913. február 18.             | 1920. február 18.             |                               | Demokrata Republikánus Szövetség                            |
| 10                                                            |                               | Paul Deschanel (1855–1922)             | 1920. február 18.             | 1920. szeptember 21.          |                               | Demokrata Republikánus és Szocialista Párt                  |
| 11                                                            |                               | Alexandre Millerand (1859–1943)        | 1920. szeptember 23.          | 1924. június 11.              |                               | Független                                                   |
| 12                                                            |                               | Gaston Doumergue (1863–1937)           | 1924. június 13.              | 1931. június 13.              |                               | Radikális Szocialista Párt                                  |
| 13                                                            |                               | Paul Doumer (1857–1932)                | 1931. június 13.              | 1932. május 7.†               |                               | Radikális Szocialista Párt                                  |
| 14                                                            |                               | Albert Lebrun (1871–1950)              | 1932. május 10.               | 1940. július 11. (de facto)   |                               | Demokrata Szövetség                                         |
| Vichy-Franciaország (1940 - 1944)                             |                               |                                        |                               |                               |                               |                                                             |
|                                                               |                               | Philippe Pétain (1856–1951)            | 1940. július 11.              | 1944. augusztus 19.           |                               |                                                             |
| A Köztársaság Ideiglenes Kormányzatának elnökei (1944 - 1946) |                               |                                        |                               |                               |                               |                                                             |
| 1                                                             |                               | Charles de Gaulle (1890–1970)          | 1944. június 3.               | 1946. január 26.              |                               |                                                             |
| 2                                                             |                               | Félix Gouin (1884–1977)                | 1946. január 26.              | 1946. június 24.              |                               |                                                             |
| 3                                                             |                               | Georges Bidault (1899–1983)            | 1946. június 24.              | 1946. november 28.            |                               |                                                             |
| 4                                                             |                               | Vincent Auriol (1884–1966)             | 1946. november 28.            | 1946. december 16.            |                               |                                                             |
| 5                                                             |                               | Léon Blum (1872–1950)                  | 1946. december 16.            | 1947. január 16.              |                               |                                                             |
| IV. Köztársaság (1946 - 1958)                                 |                               |                                        |                               |                               |                               |                                                             |
| 1                                                             |                               | Vincent Auriol (1884–1966)             | 1947. január 16.              | 1954. január 16.              | 1947                          | Munkások Nemzetközi Szövetsége Francia Szekció              |
| 2                                                             |                               | René Coty (1882–1962)                  | 1954. január 16.              | 1959. január 8.               | 1953                          |                                                             |
| V. Köztársaság (1958 - )                                      |                               |                                        |                               |                               |                               |                                                             |
| 1                                                             |                               | Charles de Gaulle (1890–1970)          | 1959. január 8.               | 1969. április 28.             | 1958, 1965                    | Unió az Új Köztársaságért                                   |
| 2                                                             |                               | Alain Poher (1909–1996)                | 1969. április 28.             | 1969. június 20.              |                               | Demokratikus Közép                                          |
| 3                                                             |                               | Georges Pompidou (1911–1974)           | 1969. június 20.              | 1974. április 2.†             |                               | Demokraták Uniója a köztársaságért                          |
| 4                                                             |                               | Alain Poher (1909–1996)                | 1974. április 2.              | 1974. május 27.               |                               | Demokratikus Közép                                          |
| 5                                                             |                               | Valéry Giscard d'Estaing (1926–2020)   | 1974. május 27.               | 1981. május 21.               |                               | Republikánus Párt Parti Républicain                         |
| 6                                                             |                               | François Mitterrand (1916–1996)        | 1981. május 21.               | 1995. május 17.               | 1981, 1988                    | Szocialista Párt Parti socialiste                           |
| 7                                                             |                               | Jacques Chirac (1932–2019)             | 1995. május 17.               | 2007. május 16.               | 1995, 2002                    | Unió egy Népi Mozgalomért Union pour un mouvement populaire |
| 8                                                             |                               | Nicolas Sarkozy (1955–)                | 2007. május 16.               | 2012. május 15.               | 2007                          | Unió egy Népi Mozgalomért Union pour un mouvement populaire |
| 9                                                             |                               | François Hollande (1954–)              | 2012. május 15.               | 2017. május 14.               | 2012                          | Szocialista Párt Parti socialiste                           |
| 10                                                            |                               | Emmanuel Macron (1977–)                | 2017. május 14.               | hivatalban                    | 2017, 2022                    | Előre! En Marche!                                           |